# White Waltham
White Waltham è un villaggio e una parrocchia civile dell'Inghilterra, appartenente alla contea del Berkshire.